# 人間の顔 (カンタータ)

ウジェーヌ・ドラクロワによる『民衆を導く自由の女神』

『人間の顔』（にんげんのかお、フランス語: Figure humaine）FP120は、フランシス・プーランクが作曲した無伴奏の2組の混声合唱によるフランス語のカンタータで、シュルレアリズムの詩人ポール・エリュアールの詩集『下り坂』（Sur les pentes inférieures、1941年、第1曲から第5曲と第7曲）と『詩と真実』（Poésie et vérité 1942年、第6曲と第8曲）に基づいて1943年に作曲された。 1945年3月にロンドンでBBC合唱団により、英語翻訳版で初演された。本作は声によるレジスタンスともいうべき作品でパブロ・ピカソに献呈されている。本作は演奏の難しいことで有名で、荘重且つ緊張感に溢れている。

## 概要

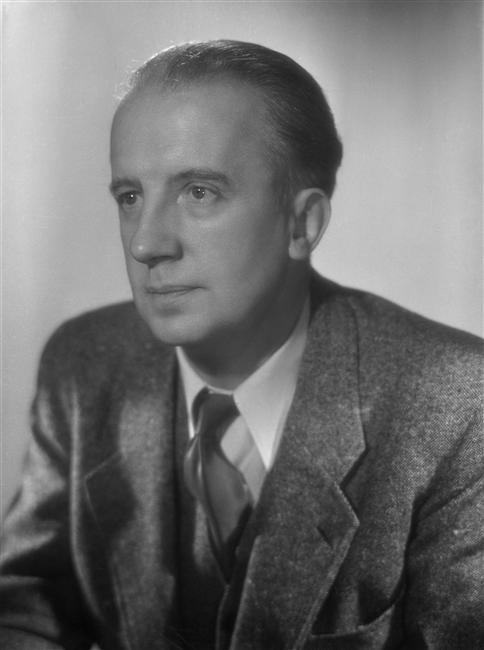
1945年のエリュアール

アンリ・エルによれば「1943年は最もプーランクらしい作品で輝かしいものになった。本作は現代の合唱音楽の中にあって、最も注目すべき作品のひとつ」だからである。本作に提供されたエリュアールの詩はとくに有名なものである。戦争による暗黒の数年間に書かれたこの詩は沈黙を余儀なくされていたフランス国民の心の痛みと苦悩に薄くヴェールをかぶせながらも、それらを適切に表現している。詩には言論圧迫に対する人々の苦しみ、嘲り、そして、静かな怒りを語る。さらに、鉛色にたれこめた空をはね返す希望、人間の清らかな美徳の中にある不変の信頼、独裁に対する自由の最終的勝利への切なる願いをも語る。もともと、この詩は自由解放に対する長い讃歌であった。－中略－豊かで、緻密で、良く響く構造を持つ、素晴らしい多声音楽であるこのカンタータは、多様なニュアンスに耀いているが、自己顕示の影はない。作品のしなやかさと清らかさは明快で流れるような揺るぎなさと慎み深い力強さ、抑制された感動を生む」。

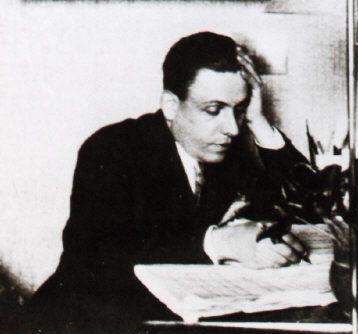
フランシス・プーランク

久野麗は「これはプーランク全作品の中でも最上級の傑作であるばかりか、合唱曲の不朽の名曲として、間違いなく音楽史に残る作品である」と評価している。プーランクは、無伴奏の二つの混声四部合唱という編成を用いてポリフォニーを展開し、これまでになく複雑で精緻な和声を駆使した。そのポリフォニーが見事な成功を収め、ある部分では声を管弦楽のように、またある部分ではオルガンのように響かせている。これだけ高度で複雑な音楽に器楽の伴奏を一切用いなかったことについて、プーランクは「いかなる楽器にも頼らない声の独立性自体が、私の音楽の発するメッセージのひとつでもあるのです」と述べている。
フランスでの初演は1947年1月22日のプレイヤード演奏会での、ポール・コラール指揮、ベルギー放送合唱団による演奏を待たねばならず、その後も1959年のプーランク60歳記念コンサートまで演奏されていない。ただし、米国では事情が異なり、この作品は紹介されるまでもなく、他のプーランクの合唱曲同様、アメリカの合唱団の人気レパートリーとなっていた。
日本初演は1972年1月27日に東京混声合唱団により日本語訳詞で行われた。

## 演奏時間
20分弱

## 楽曲

### 第1曲
世のあらゆる春のうち（De tous les printemps du monde）　非常に広やかに　ロ短調、　４分の3拍子
第2コーラスのバスたちがフォルテで「世のあらゆる春のうちで、この春が最も醜い」とグレゴリオ聖歌のように歌い始める。やがて「最も醜い」が両コーラスの斉唱、第１アルトへ引き継がれて強調される。「私の生の証で、信頼こそ最上のものだ」は、変ト長調へ展開して明るくなる。「私は嵐の中で眠り、はっきり目覚める」はヘ短調に転調する。第１曲で最も美しい「私は見る。ひたすら美しい顔だけを」で第２ソプラノとテノールがピアノで少しずれて、それぞれ異なった主旋律を歌い、他のパートが大きなフレーズでハーモニーを作る。

### 第2曲
歌いながら修道女たちは突き進む（En chantant les servantes s’élancent）　非常に活気をもってリズミックに　イ短調、　４分の4拍子
初めは主旋律をメゾソプラノに任せ、両グループのアルトが「ラ・ラ・ラ・ラ」とリズムを刻むのが、特徴になっている。拍子は目まぐるしく変化し、調性も多調となって行く。特に美しいのは「時のいまわの粧い」と歌われるところである。後半への広がりを持ちながら、優しい抱擁の歌となっている。全曲中、最も感動的な箇所のひとつとなっている。

### 第3曲
獄中に埋められた死者の沈黙のように（Aussi bas que le silence）　非常に静かに沈んで　変ホ短調、４分の3拍子
全曲中最も静かで美しいハーモニーを聴かせる曲。第2コーラスのソプラノとメゾソプラノ無しで始まり、〈無限に優しく〉第1コーラスに受け継がれる。斉唱でクレッシェンドして第2コーラスはピアノで第1コーラスはさらに弱く終わる。この最後の「人間たち」が長3度のユニゾンで、長調の響きをもってエコーのように終わる。

### 第4曲
お前、私の耐えるもの（Toi ma patiente）　非常に静かで優しく　イ長調、　４分の3拍子
第1コーラスのみによる曲。短六度、減五度、短三度の不協和な響きで始まる。この時、テノールが二点ホ音を無声音で持続することが効果的となっている。その後、転調をしながら昂じていき、「用意せよ、復讐に　私の甦る床を」で〈輝かしく炸裂〉する。しかし、音量は抑制してあるので、絶叫とはならない。コーダは増五度で不安定に終わり、次への予感を抱かせる。

### 第5曲
空と星を笑いながら（Riant du ciel et des planètes）　極めて速く、極めて激しく　嬰ハ短調、　４分の4拍子
軽快なリズムで「利口者」の滑稽さを嘲った曲。コーダで急にハ長調となり、フォルテで「滑稽だ」と開き直る印象的な曲。「時は愚か者にのみ重い。ひとり深淵だけが緑に萌える。だが、利口者だけは滑稽だ。」と歌われる。

### 第6曲
昼に慄き、夜に怖れる（Le jour m’étonne et la nuit me fait peur）　非常に静かに　イ短調、　４分の4拍子
〈ソプラノの歌詞が特に浮き立つように〉と指定されており、最も短い。プーランクの旋律性が如何なく発揮された曲。

### 第7曲
赤い空の下の脅威（La menace sous le ciel rouge）　非常に力を込めて激しく　無調、　2分の2拍子
第1コーラスのアルトで不気味に始まり、これは第1テノールと第2アルト、第１ソプラノ、第2テノールへと引き継がれて、戦火の状況を克明に現出させる。やがて「人生は引き裂かれて」以降、極めて激しい両コーラスの交誦となり、「使える土塊は」から最後の不滅の人間賛歌まで、トゥッティで盛り上げて終わる。その際、第1テノールとバス、第2アルトとバスは〈詩篇を唱えるようにあまりアクセントをつけずに〉と指定されている。この曲の後には長い休止を置くよう指定されている。

### 第8曲
自由（Liberté）　ホ長調　４分の3拍子
「私は生まれてきた、きみを知るために、きみの名前を呼ぶために、自由と」で結ばれるエリュアールの最も有名な詩「自由」につけられた終曲。プーランクは周到な計画のもと、静かに曲を始め、最後に「自由」の一語を炸裂させる。この曲の特徴はテンポを次第に上げて、フーガ風に交互に斉唱で追いながら、抑制された想いを徐々に高めて、最後に「お前の名は自由」とフォルティッシモで爆発させる。この時、両脇のソプラノは「ああ！」と熱く叫びかけて終わる。

## 主な全曲録音
| 年   | 指揮者                         | 合唱団                                              | レーベル                                    |
| ---- | ------------------------------ | --------------------------------------------------- | ------------------------------------------- |
| 1977 | ダン＝ウーロフ・ステーンルンド | KFUM室内合唱団および アカデミー室内合唱団のソリスト | CD: Erato EAN:0639842559829                 |
| 1980 | エレーヌ・ギー                 | アンサンブル・ヴォーカル・ド・プロヴァンス          | CD: Pierre Verany EAN:3325487881117         |
| 1987 | ジォン・オールディズ           | グループ・ヴォカール・ド・フランス                  | CD: EMI EAN:0724356515123                   |
| 1993 | ハリー・クリストファーズ       | ザ・シックスティーン                                | CD: Virgin Classics EAN:0755401935191       |
| 2001 | ロランス・エキルベイ           | アクサンチュス                                      | CD: Naive EAN:0713746242428                 |
| 2005 | ダニエル・ロイス               | RIAS室内合唱団                                      | CD: Harmonia Mundi France EAN:0794881767625 |
| 2009 | イェルク・ストラーデ           | 北ドイツ・フィグラル合唱団                          | CD: MD&G Records EAN:0760623159560          |
| 2010 | ナイジェル・ショート           | テネブラエ                                          | CD: Signum UK EAN:0635212019726             |
| 2011 | ペーター・ダイクストラ         | スウェーデン放送合唱団                              | CD: Channel Classics Nl EAN:0723385314110   |